# A. a.
Si indicano con la sigla A. a. le Associationes amicorum (Associazioni di amici), società segrete clericali create in Francia nel XVII secolo. La prima di queste associazioni sarebbe stata fondata a La Flèche nel 1630, mentre un'altra fu creata a Parigi nel 1645 e un'altra ancora a Tolosa nel 1658. Esistettero A. a. anche ad Aix-en-Provence, a Bordeaux, a Carcassonne, a Lione e in altre città. Avevano lo scopo di offrire un perfezionamento spirituale ai suoi aderenti ed erano dirette da un padre gesuita. Il loro motto era «Cor unum et anima una» (Un cuore e un'anima sola).
Durante la rivoluzione francese le A. a. furono molto attive nell'opposizione alla Costituzione civile del clero, premendo sui preti affinché non prestassero il giuramento previsto entro il 4 gennaio 1791. Invece, nei confronti del giuramento Égalité-Liberté del 14 agosto 1792, le associazioni non mantennero un atteggiamento unanime di opposizione.
L'associazione di Tolosa fu particolarmente attiva. L'arcivescovo François de Fontanges (1744-1806) emigrò nominando due vicari, Dugué Mac Carthy e Monjoussieu, anch'essi membri dell'associazione di Tolosa, il cui animatore fu il canonico Garrigou, che fondò una Sainte milice per proteggere e far emigrare in Spagna i preti refrattari. L'associazione avrebbe anche favorito l'insurrezione monarchica dell'estate del 1799.
Le associazioni, che si tenevano in contatto con l'omologa italiana Amicizia cristiana, fondata a Torino nel 1780 e poi trasformatasi in Amicizia cattolica, si preoccuparono di far circolare in Francia i brevi e le encicliche di Pio VII. Dopo il 18 brumaio la A. a. ebbero legale riconoscimento e accettarono il Concordato stipulato nel 1801, ma ripresero l'opposizione con il conflitto tra l'Imperatore e Pio VII. Si mantennero attive anche durante la Restaurazione, servendo da modello nella costituzione degli Chevaliers de la foi e delle Sociétés du Coeur de Jésus.